# Miño de Medinaceli
Miño de Medinaceli és un municipi de la província de Sòria, a la comunitat autònoma de Castella i Lleó.

## Demografia
| Any      | 1900 | 1910 | 1920 | 1930 | 1940 | 1950 | 1960 | 1970 | 1980 | 1990 | 2000 | 2006 |
| Població | 328  | 398  | 410  | 406  | 411  | 372  | 285  | 463  | 197  | 181  | 114  | 104  |